# 2903 Zhuhai
2903 Zhuhai este un asteroid din centura principală, descoperit pe 23 octombrie 1981 de Observatorul Zijinshan.